# Katharine Blunt
Katharine Blunt (Filadelfia, Pensilvania, 28 de mayo de 1876-29 de julio de 1954) fue una química y nutricionista estadounidense especializada en los campos de la economía doméstica, la química de los alimentos y la nutrición. La mayor parte de su investigación se centró en la nutrición, pero también hizo grandes mejoras en la investigación sobre el metabolismo del calcio y el fósforo y sobre el metabolismo basal de mujeres y niños.

## Primeros años y educación
Katharine Blunt nació el 28 de mayo de 1876 en Filadelfia, Pensilvania, Estados Unidos. La mayor de tres hijas de Stanhope y Fanny Smyth Blunt. Charles Henry Smyth, Jr. era su primo hermano. Blunt asistió a la Escuela Porter en Springfield, Massachusetts, luego se matriculó en el Colegio Vassar y estudió química. En 1898, recibió su licenciatura y fue elegida para Phi Beta Kappa. Después de cuatro años en casa, se inscribió en el Instituto de Tecnología de Massachusetts (MIT, por sus siglas en inglés) en 1902. Recibió su doctorado en química orgánica de la Universidad de Chicago en 1907.

## Trayectoria
Durante un año, Blunt fue instructora de química en el Pratt Institute de Brooklyn, Nueva York. Blunt se encontraba entre varias mujeres con títulos en química que pasaron a formar parte del nuevo campo de la economía doméstica. Blunt creía que las mujeres que recibían su educación en este campo no solo estaban ampliando los límites de su capacidad intelectual y mejorando su pensamiento imaginativo, sino que «hacían una contribución directa a una vida sana».
En 1913, Blunt dejó Vassar, esta vez para un puesto como profesora asistente en el departamento de economía doméstica de la Universidad de Chicago y obtuvo su doctorado en química orgánica en 1907. Posteriormente, fue promovida a profesora asociada en 1918 y, finalmente, se convirtió en profesora y presidenta del departamento de economía doméstica en 1925. Mientras ella era la presidenta, el departamento creció a diecisiete miembros del personal y produjo investigadores, administradores y nutricionistas. A Blunt le preocupaba que la economía doméstica no se convirtiera en una profesión establecida, por lo que se esforzó para convertirla en un tema de instrucción apropiado y por planificar un plan de estudios científico para la formación de profesionales. En 1928, la Asociación Estadounidense de Economía Doméstica observó que la administración de Blunt había mejorado la calidad del trabajo de posgrado en el campo, y que su propia dedicación a la investigación había proporcionado un ejemplo invaluable para los estudiantes. En 1930, Blunt trabajó como editora de la serie de economía doméstica de la Universidad de Chicago, antes de convertirse en presidenta de Connecticut College. 
Entre 1917 y 1918, Blunt trabajó para el Departamento de Agricultura y Administración de Alimentos de los Estados Unidos, preparando panfletos sobre la conservación de alimentos. Los panfletos se publicaron más tarde como el libro de texto Food and the War. Mientras escribía estos folletos, Blunt continuó publicando artículos sobre química alimentaria y nutrición en revistas académicas. La publicación de Ultra-Violet Light and Vitamin D in Nutrition, un resumen de la investigación en este campo, escrita con Ruth Cowan, se publicó en 1930. Durante este tiempo, también publicó escritos sobre la educación de las mujeres. Blunt creía que «los días de confinar la educación universitaria al campus han terminado» y que las mujeres «con su creencia en la fuerza de la educación y su nueva energía política, pueden hacer mucho para servir a la democracia que les ha ayudado».

### Connecticut College
En 1929, Blunt fue nombrada la tercera y primera mujer en ocupar el cargo de presidenta de Connecticut College for Women, una universidad de artes liberales de cuatro años. Como presidenta, Blunt realizó mejoras que llevaron a la acreditación de la universidad en 1932. En sus quince años como presidenta, los dormitorios, el cuerpo estudiantil y la facultad habían aumentado. El plan de estudios fue trasnformado. Blunt adquirió donativos y becas. En 1934, se inauguró el Arboreto del Connecticut College y, en 1939, se estableció el Auditorio Palmer.
En 1943, se jubiló a la edad de 67 años, pero fue destituida como presidenta en 1945 por solicitud de la Junta de Síndicos. Blunt sirvió en ese puesto durante otro año. 
Estaba decidida a preparar a la mujer universitaria para una vida de servicio público activo y a estimular un interés en las preocupaciones cívicas. Ella creía que la universidad debería capacitar a las mujeres para que sus deseos de servicio público no se «evaporen en una vaga benevolencia».

## Muerte
Después de su retiro de Connecticut College, viajó extensamente y más tarde murió de una embolia pulmonar el 29 de julio de 1954 mientras se recuperaba de una fractura en la cadera. Fue enterrada el 31 de julio de 1954 en Springfield, Massachusetts.

## Legado
Cuando Blunt murió, dejó un edificio de apartamentos en la calle 640 Williams Street a Connecticut College. En 1946, se anunció que uno de los nuevos dormitorios de Connecticut College seriá nombrado en honor de Blunt. La Katharine Blunt House (a la que se hace referencia con mayor frecuencia como KB) está ubicada en el Campus Norte de dormitorios de College, y alberga estudiantes de todos los géneros y años de clase.

## Publicaciones
- Food and the war: a textbook for college classes (1918)[10]
- Ultraviolet light and vitamin D in nutrition (1923)[11]
- Experimental Studies of the A Vitamin: Some Clinical and Anatomic Effects in Puppies and Rats. (1923)[12]
- The Losses of Calcium in Cooking (1936)

## Premios y honores
- 1941: Graduada sobresaliente, Universidad de Chicago[13]
- 1949: Premio Ciudadanía, Club de Hombres de Congregación Beth El[13]
- 1952: Premio Ciudadanía, Gran Logia de Connecticut, Hijos de Italia[13]
- 1954: Miembro de la American Chemical Society[13]
- 1954: Miembro de la Asociación Estadounidense para el Avance de la Ciencia[13]